# Barbro Kvåle
Barbro Kvåle (* 21. Februar 1992 in Brandbu) ist eine ehemalige norwegische Skilangläuferin und Ski-Orientierungsläuferin.

## Werdegang
Kvåle nahm von 2012 bis 2018 am Scandinavian Cup teil und erreichte dabei im Januar 2012 in Nes mit Rang drei im Sprint erstmals eine Podestplatzierung. Im März 2012 gab sie ihr Debüt im Skilanglauf-Weltcup beim Sprint in Drammen, das sie auf Platz 62 beendete. Im Januar 2013 wurde Kvåle Siebte im Sprint bei den U23-Weltmeisterschaften in Liberec und erzielte im Februar mit Rang drei beim Sprint in Inari eine weitere Podiumsplatzierung im Scandinavian Cup. Im Dezember 2013 gelang Kvåle dies mit Platz zwei im Sprint in Vuokatti erneut. Ende November 2014 erzielte sie mit Rang 14 beim Weltcup-Sprint in Ruka erstmals Weltcuppunkte und errang am 13. Dezember 2014 beim Sprint in Lillehammer ihren ersten Sieg im Scandinavian Cup. Der 14. Platz in Ruka ist zugleich ihr bestes Ergebnis im Weltcup. Bei den U23-Weltmeisterschaften 2015 in Almaty belegte Kvåle Rang sieben im Sprint, wurde Weltmeisterin über 10 km Freistil und gewann die Silbermedaille im Skiathlon. Zum Saisonende wurde sie Vierte in der Scandinavian-Cup-Gesamtwertung. Nach Platz zwei über 10 km klassisch beim Scandinavian-Cup in Vuokatti zu Beginn der Saison 2015/16, kam sie weitere fünfmal unter die ersten Zehn. Im März 2016 wurde sie Zweite bei der Minitour in Otepää. Dabei gewann sie die Abschlussetappe und zum Saisonende die Gesamtwertung des Scandinavian-Cups.

## Erfolge

### Siege bei Continental-Cup-Rennen
| Nr. | Datum             | Ort         | Disziplin                   | Serie            |
| --- | ----------------- | ----------- | --------------------------- | ---------------- |
| 1.  | 13. Dezember 2014 | Lillehammer | Sprint Freistil             | Scandinavian Cup |
| 2.  | 13. März 2016     | Otepää      | 10 km Verfolgung Freistil 1 | Scandinavian Cup |

### Siege im Rollerski-Weltcup im Team
| Nr. | Datum           | Ort          | Disziplin                      |
| --- | --------------- | ------------ | ------------------------------ |
| 1.  | 13. August 2010 | Kristiansund | 4 × 2 km Teamsprint Freistil 2 |